# Ли, Кристи
Кристи Ли (англ. Christie Lee, род. 16 сентября 1984, Грейтер-Садбери, Онтарио) — канадская порноактриса.

## Биография
Начала карьеру в порнобизнесе в 2002 году. Работала с такими компаниями, как Vivid Entertainment, Hustler, Anabolic, Sin City, Evil Angel и New Sensations.
Успела получить несколько актерских номинаций, однако в 2006 году ушла из порноиндустрии, чтобы помогать присматривать за своей сестрой, у которой был обнаружен рак.
По данным на 2020 год, Кристи Ли снялась в 267 порнофильмах.

## Премии и номинации
- 2004 номинация на XRCO Award — Teen Cream Dream[5]
- 2005 AVN Award — Лучшая парная сцена секса (видео) (Young As They Cum 14 — номинирована с Джулиан)
- 2005 номинация на AVN Award — Лучшая новая старлетка[6]
- 2007 номинация на AVN Award — Лучшая сцена анального секса (видео) (Elastic Assholes 4 — номинирована, вместе с Шоном Майклсом)[7]

## Частичная фильмография
- Just Over Eighteen 9 (2003)
- Feeding Frenzy 4 (2004)
- Goo Girls 15 (2004)
- Teenage Spermaholics 3 (2005)
- A2M 9 (2006)
- Service Animals 23 (2006)